# Lophuromys huttereri
Lophuromys huttereri is een muisachtig knaagdier uit het geslacht Lophuromys dat voorkomt in laaglandregenwoud op 300 tot 450 m hoogte in de Democratische Republiek Congo ten zuiden van de Kongostroom. De meeste exemplaren komen uit het gebied tussen de rivieren Lomami en Lualaba, maar de soort is ook gevonden in Ndele, ten westen van de Lolami. Deze populatie vertegenwoordigt echter mogelijk een aparte ondersoort. L. huttereri behoort tot het ondergeslacht Lophuromys en is daarbinnen verwant aan L. nudicaudus, die aan de andere kant van de Kongo voorkomt. L. huttereri, die pas in 1996 als een aparte soort werd beschreven is genoemd naar de Duitse bioloog Rainer Hutterer voor zijn bijdragen aan de taxonomie en zoögeografie van de kleine zoogdieren van Centraal-Afrika.
L. huttereri behoort tot de niet gevlekte soorten van Lophuromys met een korte staart en heeft veel weg van L. nudicaudus, maar verschilt daarvan door het bredere en hogere rostrum, de iets verschillende locatie van de zygomatische plaat in de schedel en door de afwezigheid van de knobbel t3 op de tweede kies in de bovenkaak. De totale lengte bedraagt 152 tot 175 mm, de staartlengte is 93 tot 114 mm en de achtervoetlengte 18,0 tot 20,0 mm.